# Élections gouvernorales brésiliennes de 2022
Les élections gouvernorales brésiliennes de 2022 se déroulent les 2 et 30 octobre 2022 afin de renouveler pour quatre ans au scrutin uninominal majoritaire à deux tours les gouverneurs des 26 États et du District fédéral du Brésil. Chaque candidat se présente avec un colistier lui-même candidat au poste de vice-gouverneur. Des élections provinciales ont lieu simultanément afin de pourvoir les assemblées des États et du District.

## Résultats par État
| État                | Gouverneur sortant    | Parti | Parti        | Gouverneur élu            | Parti | Parti        |
| ------------------- | --------------------- | ----- | ------------ | ------------------------- | ----- | ------------ |
| Acre                | Gladson Cameli        |       | PP           | Gladson Cameli            |       | PP           |
| Alagoas             | Paulo Dantas          |       | MDB          | Paulo Dantas              |       | MDB          |
| Amapá               | Waldez Góes           |       | PDT          | Clécio Luis               |       | SD           |
| Amazonas            | Wilson Lima           |       | UNIÃO        | Wilson Lima               |       | UNIÃO        |
| Bahia               | Rui Costa             |       | PT           | Jerônimo Rodrigues        |       | PT           |
| Ceará               | Izolda Cela           |       | PDT          | Elmano de Freitas         |       | PT           |
| District fédéral    | Ibaneis Rocha         |       | MDB          | Ibaneis Rocha             |       | MDB          |
| Espírito Santo      | Renato Casagrande     |       | PSB          | Renato Casagrande         |       | PSB          |
| Goiás               | Ronaldo Caiado        |       | UNIÃO        | Ronaldo Caiado            |       | UNIÃO        |
| Maranhão            | Carlos Brandão        |       | PSB          | Carlos Brandão            |       | PSB          |
| Mato Grosso         | Mauro Mendes          |       | UNIÃO        | Mauro Mendes              |       | UNIÃO        |
| Mato Grosso do Sul  | Reinaldo Azambuja     |       | PSDB         | Eduardo Riedel            |       | PSDB         |
| Minas Gerais        | Romeu Zema            |       | NOVO         | Romeu Zema                |       | NOVO         |
| Pará                | Helder Barbalho       |       | MDB          | Helder Barbalho           |       | MDB          |
| Paraíba             | João Azevêdo          |       | PSB          | João Azevêdo              |       | PSB          |
| Paraná              | Ratinho Júnior        |       | PSD          | Ratinho Júnior            |       | PSD          |
| Pernambuco          | Paulo Câmara          |       | PSB          | Raquel Lyra               |       | PSB          |
| Piauí               | Regina Sousa          |       | PT           | Rafael Fonteles           |       | PT           |
| Rio de Janeiro      | Cláudio Castro        |       | PL           | Cláudio Castro            |       | PL           |
| Rio Grande do Norte | Fátima Bezerra        |       | PT           | Fátima Bezerra            |       | PT           |
| Rio Grande do Sul   | Ranolfo Vieira Júnior |       | PSDB         | Eduardo Leite             |       | PSDB         |
| Rondônia            | Marcos Rocha          |       | UNIÃO        | Marcos Rocha              |       | UNIÃO        |
| Roraima             | Antonio Denarium      |       | PP           | Antonio Denarium          |       | PP           |
| Santa Catarina      | Carlos Moisés         |       | Républicains | Jorginho Mello            |       | PL           |
| São Paulo           | Rodrigo Garcia        |       | PSDB         | Tarcísio Gomes de Freitas |       | Républicains |
| Sergipe             | Belivaldo Chagas      |       | PSD          | Fábio Mitidieri           |       | PSD          |
| Tocantins           | Wanderlei Barbosa     |       | Républicains | Wanderlei Barbosa         |       | Républicains |